# Іммануель
Іммануель (нім. Immanuel) — чоловіче особове ім'я.
- Іммануель Ген
- Іммануель Міфсуд